# 윌슨 고리
게이지 이론에서 윌슨 고리(Wilson loop)는 게이지 접속의 홀로노미인 게이지 불변 관측가능량이다.

## 정의
게이지 퍼텐셜 {\displaystyle A}를 가진 게이지 이론을 생각하자. {\displaystyle R}가 게이지 군의 표현이고, {\displaystyle C}가 폐곡선이라고 하자. {\displaystyle C}를 따른 윌슨 고리 {\displaystyle W_{C}}는 다음과 같다.
{\displaystyle W_{C}=\operatorname {tr} _{R}\operatorname {\mathcal {P}} \exp i\oint _{C}A\cdot dx}.
여기서 {\displaystyle {\mathcal {P}}}는 경로순서(path-ordering) 연산자이다.
대각합 연산자에 의하여, 윌슨 고리는 게이지 불변 연산자이다.

## 가둠 상전이
윌슨 고리는 가두어진 상(confined)과 가두어지지 않은 상(deconfinement phase) 사이의 상전이에 대한 질서 변수(order parameter) 역할을 한다. 시간 방향으로 길쭉한 모양의 윌슨 고리(temporal Wilson loop)를 생각하자. 이 경우, 윌슨 고리는 가둠의 존재에 따라 다음과 같은 양상을 보인다. 곡선 {\displaystyle C=\partial D}가 곡면 {\displaystyle D}를 감싼다고 하면, 윌슨 고리의 로그 {\displaystyle \ln W_{C}}는
- 가두어진 상에서는 {\displaystyle D}의 넓이에 비례한다.
- 가두어지지 않은 상에서는 {\displaystyle C}의 길이 ({\displaystyle D}의 둘레)에 비례한다.

이를 넓이 법칙(영어: area law) 또는 둘레 법칙(영어: perimeter law)이라고 부른다. 즉, 윌슨 고리를 계산하여 가둠이 일어나는지 확인할 수 있다.

## 역사
케네스 윌슨이 가둠을 다루기 위하여 1974년 도입하였다. 1981년에 로스코 자일스(Roscoe Giles)가 윌슨 고리의 데이터만으로 게이지 퍼텐셜 전체를 (고전적으로) 재구성할 수 있다는 사실을 증명하였다.

## 같이 보기
- 감김 수